# Campeonato Mundial de Atletismo em Pista Coberta de 2014 - Arremesso de peso feminino
A prova do Arremesso de peso feminino do Campeonato Mundial de Atletismo em Pista Coberta de 2014 foi disputada  no dia 8 de março na Ergo Arena em Sopot, na Polônia.

## Recordes
Antes desta competição, os recordes mundiais e do campeonato nesta prova eram os seguintes:
|    | Nome               | Nacionalidade   | Distância | Local                               | Data                    |
| -- | ------------------ | --------------- | --------- | ----------------------------------- | ----------------------- |
| WR | Helena Fibingerová | Tchecoslováquia | 22m 50cm  | Jablonec nad Nisou, Tchecoslováquia | 19 de fevereiro de 1977 |
| CR | Irina Korzhanenko  | Rússia          | 20m 55cm  | Birmingham, Reino Unido             | 15 de março de 2003     |

Os seguintes recordes foram estabelecidos durante esta competição:
| Data       | Evento | Atleta        | Nacionalidade | Distância | Notas                 |
| ---------- | ------ | ------------- | ------------- | --------- | --------------------- |
| 8 de março | Final  | Valerie Adams | Nova Zelândia | 20m 67cm  | Recorde do campeonato |

## Medalhistas
| Ouro                | Prata                     | Bronze            |
| Valerie Adams (NZL) | Christina Schwanitz (GER) | Gong Lijiao (CHN) |

## Cronograma
| Data       | Hora  | Evento        |
| ---------- | ----- | ------------- |
| 8 de março | 10:15 | Eliminatórias |
| 8 de março | 18:50 | Final         |

## Resultados

### Eliminatórias
Qualificação: 18,70 m  (Q) ou os 8 melhores qualificados (q). 
| Colocação | Atleta               | Nacionalidade  | #1    | #2    | #3    | Resultado | Notas    |
| --------- | -------------------- | -------------- | ----- | ----- | ----- | --------- | -------- |
| 1         | Valerie Adams        | Nova Zelândia  | 20.11 |       |       | 20.11     | Q, WL    |
| 2         | Christina Schwanitz  | Alemanha       | 18.58 | 19.73 |       | 19.73     | Q        |
| 3         | Yuliya Leantsiuk     | Bielorrússia   | 18.85 |       |       | 18.85     | Q, SB    |
| 4         | Michelle Carter      | Estados Unidos | 18.79 |       |       | 18.79     | Q, SB    |
| 5         | Anita Márton         | Hungria        | 17.69 | 18.37 | 18.63 | 18.63     | q, PB    |
| 6         | Gong Lijiao          | China          | 18.55 | 18.59 | 18.60 | 18.60     | q, SB    |
| DSQ       | Yevgeniya Kolodko    | Rússia         | 18.32 | x     | x     | 18.32     | q Doping |
| 7         | Jeneva McCall        | Estados Unidos | x     | 17.95 | 18.20 | 18.20     | q        |
| 8         | Irina Tarasova       | Rússia         | 18.11 | 17.81 | 18.07 | 18.11     |          |
| 9         | Alena Kopets         | Bielorrússia   | 17.73 | x     | x     | 17.73     |          |
| DSQ       | Anca Heltne          | Roménia        | x     | 17.35 | x     | 17.35     | Doping   |
| 10        | Chiara Rosa          | Itália         | 17.31 | x     | 17.05 | 17.31     |          |
| 11        | Natalia Ducó         | Chile          | 17.07 | 16.99 | 17.24 | 17.24     | NR       |
| 12        | Úrsula Ruiz          | Espanha        | 17.16 | 17.08 | x     | 17.16     |          |
| 13        | Josephine Terlecki   | Alemanha       | 16.76 | 16.94 | 17.11 | 17.11     |          |
| 14        | Olga Golodna         | Ucrânia        | 17.11 | x     | x     | 17.11     |          |
| 15        | Halyna Obleshchuk    | Ucrânia        | x     | 16.74 | 16.36 | 16.74     |          |
| 16        | Radoslava Mavrodieva | Bulgária       | x     | 16.37 | 16.48 | 16.48     |          |
| 17        | Lin Chia-ying        | Taipé Chinesa  | 15.87 | x     | 16.31 | 16.31     |          |

### Final
A final ocorreu dia 8 de março. 

| Colocação         | Atleta              | Nacionalidade  | #1    | #2    | #3    | #4    | #5    | #6    | Resultado | Notas     |
| ----------------- | ------------------- | -------------- | ----- | ----- | ----- | ----- | ----- | ----- | --------- | --------- |
| Medalha de ouro   | Valerie Adams       | Nova Zelândia  | 20.06 | 20.41 | x     | 20.10 | 20.67 | 20.16 | 20.67     | CR        |
| Medalha de prata  | Christina Schwanitz | Alemanha       | 19.69 | x     | 19.54 | 19.36 | 19.94 | 19.51 | 19.94     |           |
| Medalha de bronze | Gong Lijiao         | China          | 18.96 | 18.89 | 19.07 | 19.24 | 18.72 | 19.19 | 19.24     | SB        |
| DSQ               | Yevgeniya Kolodko   | Rússia         | x     | 18.18 | 18.88 | 18.66 | x     | 19.11 | 19.11     | SB Doping |
| 4                 | Michelle Carter     | Estados Unidos | x     | 19.10 | x     | 18.63 | 18.64 | x     | 19.10     | SB        |
| 5                 | Anita Márton        | Hungria        | 18.17 | 17.73 | 18.06 | 17.99 | x     | 18.05 | 18.17     |           |
| 6                 | Yuliya Leantsiuk    | Bielorrússia   | x     | 18.02 | 18.16 | 17.98 | x     | x     | 18.16     |           |
| 7                 | Jeneva McCall       | Estados Unidos | 18.05 | 17.76 | 17.67 | 17.52 | 17.56 | x     | 18.05     |           |

Legenda
| Recorde mundial       | Recorde mundial (World record)               |                       | Recorde africano                      | Recorde africano (African) |                                           | Q | Classificado por posição (Qualified) |
| Recorde do campeonato | Recorde do campeonato (Championship record)  | Recorde da América    | Recorde da América (Americas)         | q                          | Classificado por melhor tempo (Qualified) |   |                                      |
| Melhor marca do ano   | Melhor marca do ano (World leading)          | Recorde asiático      | Recorde asiático (Asian)              | DNS                        | Não largou (Did not start)                |   |                                      |
| Recorde nacional      | Recorde nacional (National record)           | Recorde europeu       | Recorde europeu (European)            | DNF                        | Não terminou (Did not finish)             |   |                                      |
| Recorde pessoal       | Recorde pessoal do atleta (Personal best)    | Recorde da Oceania    | Recorde da Oceania (Oceania)          | DSQ / DQ                   | Desclassificado (Disqualified)            |   |                                      |
| Recorde da temporada  | Recorde da temporada do atleta (Season best) | Recorde sul-americano | Recorde sul-americano (South America) | NM                         | Sem marca (No mark)                       |   |                                      |